# Insieme polare (teoria del potenziale)
In matematica, in particolare nell'ambito della teoria del potenziale, un insieme polare è un insieme {\displaystyle Z} in {\displaystyle \mathbb {R} ^{n}} (con {\displaystyle n\geq 2}) tale per cui esiste una funzione subarmonica non-costante {\displaystyle u:G\to \mathbb {R} ^{n}\cup \{-\infty \}}, con {\displaystyle G\subset \mathbb {R} ^{n}}, che assume valore {\displaystyle -\infty } solo nei punti di {\displaystyle Z}: 
{\displaystyle Z\equiv \{x:u(x)=-\infty \}}
Viene anche definito come un insieme {\displaystyle Z} tale per cui esiste un potenziale {\displaystyle U_{\mu }}, con {\displaystyle \mu } una misura di Borel, che assume valore {\displaystyle -\infty } solo nei punti di {\displaystyle Z}.

## Proprietà
- Un singleton in {\displaystyle \mathbb {R} ^{n}} è un insieme polare.
- Un insieme numerabile in {\displaystyle \mathbb {R} ^{n}} è polare.
- L'unione di una collezione numerabile di insiemi polari è un insieme polare.
- La misura di Lebesgue di un insieme polare in {\displaystyle \mathbb {R} ^{n}} è nulla.